# Larian Studios
Larian Studios is een Belgisch softwarebedrijf dat computerspellen ontwikkelt. Het bedrijf werd in 1996 opgericht door Swen Vincke en genoemd naar zijn hond, Pilar.
Het eerste project van Larian was The Lady, the Mage and the Knight (LMK). Toen ze er niet in slaagden om een uitgever te vinden, besloten ze op een vijftal maand tijd LEDWars (een strategisch spel) te maken. Dat werd in 1997 uitgegeven door Ionos, waarna Larian samen met Attic Entertainment Software aan LMK begon. LMK werd wegens meningsverschillen tussen de twee ontwikkelaars en de uitgever stopgezet in 1999.
In 2002 voltooide Larian Divinity: Sword of Lies, dat onder de naam Divine Divinity uitgegeven werd door CDV. In 2004 kwamen twee versies van Beyond Divinity (een uitbreidingspack van Divine Divinity) uit: een standaardversie uitgegeven door Ubisoft Entertainment GmbH en een Deluxe-versie uitgegeven door MediaMix Benelux, die naast Divine Divinity en Beyond Divinity ook een Son of Chaos bevatte, een novelle door Rhianna Pratchett.
Nog in 2004 maakte Larian KetnetKick voor Ketnet. In maart 2008 kwam Adventure Rock uit, een online virtuele wereld voor CBBC, gevolgd door KetnetKick 2 in oktober 2008. In maart 2009 werd GulliLand gepubliceerd door het Franse Jeunesse TV.
In januari 2010 kwam Divinity 2: Ego Draconis (het vervolg op Divine Divinity) in de Verenigde Staten uit, tegelijkertijd op Xbox 360 en Windows, nadat het al op de markt was in Duitsland, Frankrijk, Spanje, Italië, Polen, Rusland en de Benelux. Op Ego Draconis volgen Divinity 2: Flames Of Vengeance, een uitbreidingspack) en Divinity 2: The Dragon Knight Saga, een Gold Deluxe-versie die alle Divinity 2 episodes bevat.
In augustus 2013 bracht Larian Studios Divinity: Dragon Commander uit, een prequel van Divine Divinity. Dragon Commander is een mengeling van RPG, strategie en actie. 
Divinity: Original Sin kwam na in juni 2014 uit. Een kwart van de geraamde kost van 4 miljoen dollar, werd opgehaald via een Kickstarter-campagne. Original Sin is een turn-based RPG, dat zich in het Divinity-universum afspeelt in de tijd tussen Dragon Commander en Divine Divinity.
De opvolger, Divinity: Original Sin 2, vindt plaats 1200 jaar na de gebeurtenissen in Divinity: Original Sin. Het haalde op een paar uur tijd 2 miljoen dollar binnen op Kickstarter. Original Sin 2 kwam uit in september 2017 en wordt bijzonder positief onthaald. In 2019 begon Larian Studios aan de ontwikkeling van Baldur's Gate III.

## Producties
Larian Studios
- LED Wars
- The Lady, the Mage and the Knight (samen met Attic Entertainment Software)
- Divine Divinity
- Beyond Divinity
- Divinity II: Ego Draconis
- Divinity II: Flames of Vengeance
- Divinity II: The Dragon Knight Saga
- Divinity: Dragon Commander
- Divinity: Original Sin
- Divinity: Original Sin II
- Divinity: Original Sin 2 - Definitive Edition[6]
- Baldur's Gate 3

Larian Studios, Educational Games
- KetnetKick
- Adventure Rock
- KetnetKick 2
- GulliLand